# Nations Cup 2008
La Nations Cup del 2008 fue la 3ª edición del torneo y la segunda vez que se disputa en el Stadionul Arcul de Triumf de Bucarest, Rumania.
Respecto al año anterior, se bajaron de la competencia los Jaguares Argentinos y Namibia, mientras que hicieron su debut las selecciones de Rusia y Uruguay. Los Emerging Springboks consiguieron su segundo título al vencer sus tres partidos.

## Equipos participantes
- Selección de rugby de Georgia (Los Lelos)
- Selección de rugby de Italia A (Italia A)
- Selección de rugby de Rumania (Los Robles)
- Selección de rugby de Rusia (Los Osos)
- Selección de rugby de Sudáfrica A (Emerging Springboks)
- Selección de rugby de Uruguay (Los Teros)

## Posiciones
| Pos. | Equipo        | Encuentros | Encuentros | Encuentros | Encuentros | Tantos  | Tantos    | Tantos     | Puntos Bonus | Puntos Totales |
| Pos. | Equipo        | jugados    | ganados    | empatados  | perdidos   | a favor | en contra | diferencia | Puntos Bonus | Puntos Totales |
| ---- | ------------- | ---------- | ---------- | ---------- | ---------- | ------- | --------- | ---------- | ------------ | -------------- |
| 1    | E. Springboks | 3          | 3          | 0          | 0          | 56      | 35        | + 21       | 0            | 12             |
| 2    | Georgia       | 3          | 2          | 0          | 1          | 48      | 32        | + 16       | 0            | 8              |
| 3    | Rumania       | 3          | 2          | 0          | 1          | 36      | 43        | - 7        | 0            | 8              |
| 4    | Italia A      | 3          | 1          | 0          | 2          | 60      | 60        | 0          | 2            | 6              |
| 5    | Uruguay       | 3          | 1          | 0          | 2          | 47      | 49        | - 2        | 2            | 6              |
| 6    | Rusia         | 3          | 0          | 0          | 3          | 46      | 74        | - 28       | 2            | 2              |

Nota: Se otorgan 4 puntos al equipo que gane un partido y 2 al que empate
Puntos Bonus: 1 punto por convertir 4 tries o más en un partido y 1 al equipo que pierda por no más de 7 tantos de diferencia

## Resultados[6]

### Primera fecha
| 11 de junio | Italia A | 38 - 15 | Rusia |  |  |
|             |          | Reporte |       |  |  |

| 11 de junio | E. Springboks | 11 - 3  | Georgia |  |  |
|             |               | Reporte |         |  |  |

| 11 de junio | Uruguay | 6 - 10  | Rumania |  |  |
|             |         | Reporte |         |  |  |

### Segunda fecha
| 15 de junio | Georgia | 20 - 18 | Uruguay |  |  |
|             |         | Reporte |         |  |  |

| 15 de junio | Italia A | 19 - 20 | E. Springboks |  |  |
|             |          | Reporte |               |  |  |

| 15 de junio | Rusia | 12 - 13 | Rumania |  |  |
|             |       | Reporte |         |  |  |

### Tercera fecha
| 20 de junio | Rusia | 19 - 23 | Uruguay |  |  |
|             |       | Reporte |         |  |  |

| 20 de junio | Italia A | 3 - 25  | Georgia |  |  |
|             |          | Reporte |         |  |  |

| 20 de junio | E. Springboks | 25 - 13 | Rumania |  |  |
|             |               | Reporte |         |  |  |

| Bandera de Sudáfrica        |
| Campeón Emerging Springboks |
| Segundo título              |